# Wołodymyr Czesnakow
Wołodymyr Hennadijowycz Czesnakow, ukr. Володимир Геннадійович Чеснаков (ur. 12 listopada 1988 w Hłobyne w obwodzie połtawskim) – ukraiński piłkarz, grający na pozycji obrońcy.

## Kariera piłkarska

### Kariera klubowa
Wychowanek Szkoły Piłkarskiej Worskła Połtawa. Do 8 klasy występował w miejscowej amatorskiej drużynie FK Hłobyne. Potem wstąpił do Internatu Sportowego w Połtawie. W lutym 2006 był zaproszony do Worskły Połtawa. 19 października 2007 debiutował w podstawowym składzie Worskły. Po udanych występach w Worskle Połtawa został zaproszony w 2008 do młodziezówki.

### Kariera reprezentacyjna
5 lutego 2008 zadebiutował w młodzieżowej reprezentacji Ukrainy w spotkaniu towarzyskim ze Szwecją.

## Sukcesy i odznaczenia
- zdobywca Pucharu Ukrainy: 2009